# Tetřívek sibiřský
Tetřívek sibiřský (Falcipennis falcipennis) je druh lesního tetřeva, který obývá ruské východosibiřské lesy v povodí řeky Amur. Vyskytuje se též na ostrově Sachalin. Jedná se o jediného zástupce rodu Falcipennis. Tetřívek sibiřský je středně velký tetřev s délkou těla mezi 38 až 43 cm, přičemž kohouti jsou nepatrně větší než slepice. Váží kolem 0,6–0,7 kg. Kohouti mají tmavé opeření, velká část peří na spodní části těla má bílé zakončení s trojúhelníkovým výkrojem. Nad očima kohoutů se nachází výrazné oční laloky neboli poušky. Slepice jsou převážně žluto-hnědé s tmavým a bílým flekováním.
Tetřívci jsou promiskuitní, rozmnožují se skupinovým tokem. Samice klade nejčastěji 6–7 vajec do hnízda miskovitého tvaru vyhloubeného v zemi a vystlaného rostlinným materiálem. Inkubuje pouze samice po dobu 23–24 dní. Prekociální kuřata se osamostatňují na podzim. V teplých měsících pojídá hlavně bobule, jehlice a hmyz. V zimě, které jsou v areálu výskytu tetřívků tuhé a dlouhé, pojídá hlavně jehlice smrku ajanského. V zimě tráví většinu času ve sněžných norách, které si sám vyhrabává ve sněhové pokrývce. Nory tetřívky chrání před nepříznivým počasím i predátory. Populace druhu klesá hlavně z důvodu těžby dřeva. Lov a lesní požáry mají taktéž na populaci druhu nepříznivý vliv, prořež jej IUCN považuje za téměř ohrožený taxon.

## Taxonomie
Tetřívek je jediným zástupcem rodu Falcipennis.

## Popis
Tetřívek sibiřský je středně velký tetřev s délkou těla mezi 38 až 43 cm, přičemž kohouti jsou o maličko větší než slepice. Kohoutí křídlo měří 19–20 cm, ocas 11–14 cm a váha těla se pohybuje kolem 0,6–0,7 kg. Slepičí křídlo měří 18–20 cm, ocas 9–10 cm, váha těla je kolem 0,7 kg. Tetřívek sibiřský je o něco větší než jeřábek lesní, se kterým sdílí část biotopu.
Tělo je přikrčené, nohy silné. Ocas je poměrně krátký a skládá se většinou ze 16 rýdovacích per. Krční pera jsou prodloužená. Loketní letky jsou úzké a zašpičatělé. Duhovky jsou tmavě hnědé. Nad očima se nachází nepatrné bílé obočí a nad ním červené kožovité útvary zvané poušky, které jsou výrazné hlavně u samců. Tmavý zobák je jen velmi krátký. Nohy mají šedo-černou barvu a podobně jako u ostatních tetřevů jsou opeřené. Pohlavní dvojtvárnost je ve velikosti nepatrná, avšak výrazná ve zbarvení opeření.
Šat kohoutů je převážně tmavý. Korunka, krk, šíje a hřbet jsou bledě černé, avšak každé pírko je šedě pruhované. Peří před a za okem mají bílé konečky. Krk je černý, avšak některá peří na krku jsou bíle zakončená a vytváří nepravidelné krční proužkování. Horní část hrudi je černá. Spodní část hrudi a břicho jsou tmavě hnědé s výrazným bílým příčným pruhováním. Křídla jsou převážně tmavá od tmavě olivově hnědé po černou. Vrchní ocasní krovky jsou tmavé s bílými skvrnami. Ocas je černý, u kořene hnědě pruhovaný. Většina rýdovacích per je bíle zakončená, výjimku tvoří několik prostředních per, která jsou bez světlých konců.
Šat slepic je tříbarevný (hnědo-žlutá, bílá a černá) s převažující hnědou barvou. Pera ve spodní části hrudi a na břichu jsou zakončena výraznými bílými trojúhelníky, takže tyto partie působí převážně bíle. Naproti tomu svrchní část těla je kropena spíše tmavě. Letky jsou šedo-hnědé. Na rozdíl od samců rýdovací pera slepic postrádají bílé zakončení. Juvenilní jedinci vypadají jako samice, avšak jejich opeření má světlejší a teplejší odstíny.

## Biologie a chování
Tetřívci jsou extrémně krotcí, převážně stálí ptáci, i když část populace se sezónně přesouvá do horských dolin, v létě bohatých na výskyt bobulí. Tetřívci nejsou příliš dobrými letci, zato jsou dovednými chodci i šplhavci, kteří se dovedou obratně pohybovat i po velmi tenkých větévkách stromů.

### Rozmnožování

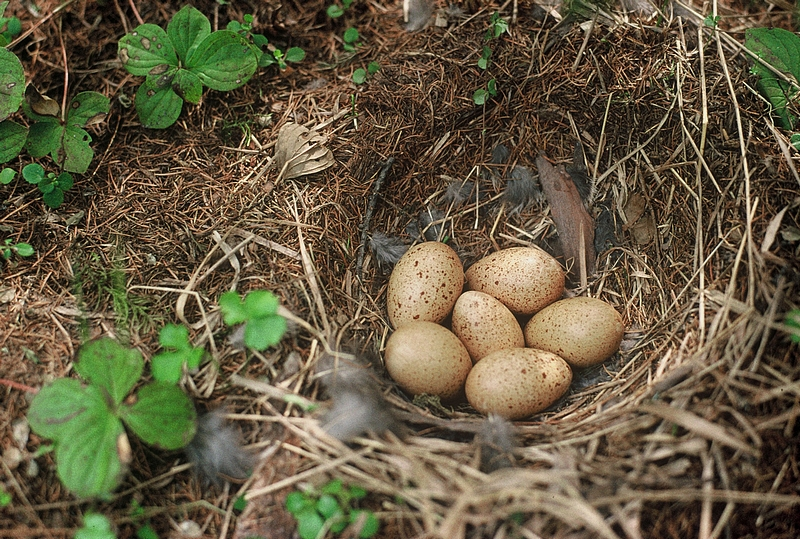
Snůška tetřívka sibiřského

Na jaře se kohouti stahují do tokanišť, kde si vyhradí teritoria a začnou s jarními námluvami. Namlouvací pózování často začíná na vyvýšené plošce, jako je pařez nebo větev stromu, a poté pokračuje na zemi. Kohout při námluvách naparuje své peří, okázale ukazuje rozevřený ocas s bílým lemem i bíle flekované ocasní krovky. Natahuje krk do výše a za krátkých poskoků vydává mlaskací zvuky i píšťalkovité vrkání.
Pokud slepice dojde na teritorium samce, dochází ke kopulaci. Po sexuálním aktu kohout přestane jevit o slepici zájem. Slepice staví hnízdo, které představuje mělký důlek vyhrabaný v zemi a vystlaný větvičkami a jehlicemi. Ke kladení vajec dochází od poloviny května do půlky června, snůšku tvoří 6–12, nejčastěji 6–7 narezavělých vajec s jemnými tmavě rezavými flíčky. Inkubuje pouze samice po dobu 23–24 dní. Matka zůstává s mláďaty až do podzimu, načež dochází k jejich osamostatnění.

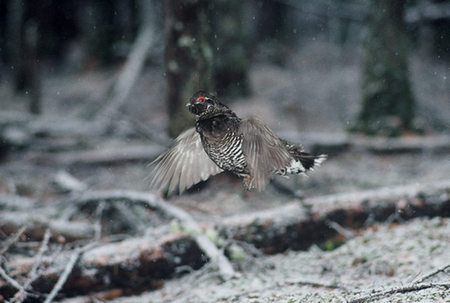
Výskok kohouta během námluv

### Zimování
Na zimu se tetřívci přesouvají z teritorií do zimovišť. Typické zimoviště je plné vzrostlých jehličnanů, kde tetřívci dovedou nalézt dostatek potravy a kde je zároveň dostatek otevřených prostor, kde dojde k nahromadění sněhu, ve kterém si tetřívci mohou vyhloubit hřadovací nory. Zatímco přes den se ptáci sdružují ve stromoví, kde pojídají jehlice a vyhřívají se na slunci, na noc se stahují do svých nor, které je chrání přes třeskutými sibiřskými mrazy i predátory. Plocha zimoviště tetřívka má maximálně několik desítek hektarů. Typický denní režim tetřívků v zimě vypadá tak, že se tetřívek ráno vyhrabe z nory, vylétne na nedaleký strom, kde se začne vykrmovat jehlicemi. Někdy může vystřídat více stromů, avšak jindy může zůstat celý den i na jediné větvi. Během dne se tetřívci pohybují výhradě ve stromoví. Po celou dobu jsou velmi ostražití před ptačími predátory.
K zimování dochází od října do dubna. V zimě se sdružuje na územích do několika desítek hektarů. Část populace se v zimě seskupuje do maličkých hejn o 2–3 jedincích, avšak koncem zimy se hejna rozrostou na 4–6 jedinců. V konečné fázi zimy se hejna začínají rozpadat. Nejdříve odejdou kohouti, kteří se začínají stahovat k tokaništím, slepice je následují za další 2–3 týdny.

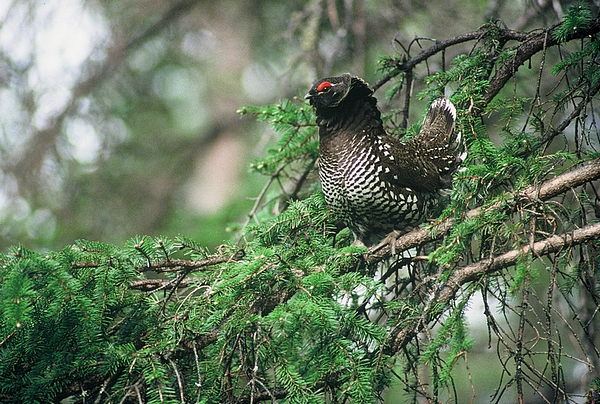
Kohout na větvi stromu

### Potrava
Kuřata se živí převážně výživným hmyzem. V teplejších obdobích sbírají hmyz i dospělci, především samice na jaře. V teplých měsících jsou primárním zdrojem potravy tetřívků bobule.
V zimě, kdy se sibiřská tajga zahalí do sněhové pokrývky, se živí výhradně smrkovými jehlicemi, zvláště smrku ajanského, na jehož jehlicích je tetřívek v zimě patrně potravně závislý.

### Predátoři
Tetřívek sibiřský má řadu predátorů ze skupiny šelem a dravých ptáků. Velká část predátorů se na zimu stahuje do nížin, avšak sobol asijský a puštík vousatý zůstávají, takže v zimním období představují hlavní predátory tetřívků právě tato dvě zvířata.

## Rozšíření a populace

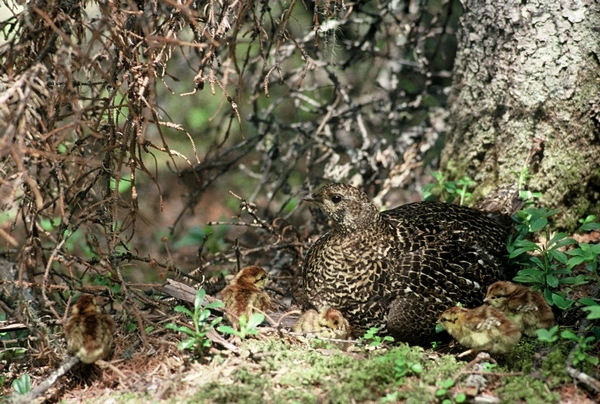
Slepice s kuřaty na hnízdě

Vyskytuje se na ruském Dálném východě od cca 120° v. d. až k Ochotskému moři. Je běžný i na ostrově Sachalin. Na sever sahá areál rozšíření tetřívků až k 60° s. š., na jihu je přibližnou hranicí rozšíření druhu pohoří Sichote-Aliň, resp. jih Amurské oblasti. V minulosti se tetřívci vyskytovali i v severní Číně, kde však byli ve druhé polovině 20. století vyhubeni. Vyskytuje se do nadmořské výšky 1500 m n. m.
Typický biotop druhu představují starší jehličnaté lesy sibiřské tajgy s dominantním smrk ajanským a méně často se vyskytujícím smrkem ztepilým, jedlí mandžuskou, modřínem dahurským nebo borovicí korejskou. Občasně se může vyskytovat i ve smíšených lesích. V listnatých ani mladých lesích se nevyskytuje vůbec, a ani v otevřené, nezalesněné krajině. To je patrně způsobeno potravní závislostí tetřívka na smrkových jehlicích v zimě.
Celková populace druhů není známa. Odhady se pohybují od 10 do 100 tisíc hnízdících párů.

## Ohrožení a ochrana
Populace druhu klesá. Hlavními příčinami jsou průmyslová těžbě dřeva, lov a lesní požáry. Z oblastí osídlených člověkem tetřívci většinou vymizeli, a to patrně následkem své krotké povahy, takže je poměrně snadné ho ulovit. V případě přiblížení člověka totiž tetřívek neulétne jako někteří jiní tetřevi, ale na chvíli „zamrzne“, a pokud člověk zůstane v klidu, tetřívek se po „odmrznutí“ nadále chová velmi krotce. Jedním z podpůrných ochranných opatření druhu je vyvedení mláďat v zajetí a jejich následné vypuštění do volné přírody.
Mezinárodní svaz ochrany přírody druh hodnotí jako téměř ohrožený.